# Латіфа аш-Шараа
Латифа аш‑Шараа, до шлюбу Latifa Samir al‑Droubi (нар. 1984), відома також як Латифа ад‑Дарубі, — дружина тимчасового президента Сирії Ахмеда аш‑Шараа і перша леді країни з 29 січня 2025 року.

## Біографія
Народилася у 1984 році в місті аль‑Кар'ятайн, провінція Хомс, Сирія. Походить із впливового клану ад‑Дарубі: її дід Ала ад‑Дарубі був прем'єр-міністром Сирії в 1920 році, а також особистим лікарем султана Абдуль‑Гаміда ІІ, хоча ці факти іноді ставляться під сумнів. У родині також є знані релігійні діячі, зокрема шейх Абдул Гаффар ад‑Дарубі — відомий читець Корану. Різні джерела зазначають, що її сестра одружена з нинішнім губернатором Дамаска, Махером Марваном.
Закінчила Дамаський університет, здобула ступінь магістра з арабської мови та літератури.

### Особисте життя
Познайомилася з Ахмедом аш‑Шараа під час навчання в університеті. Пара уклала шлюб у 2012 або 2013 році (різні джерела вказують обидві дати). Має трьох дітей — ймовірно синів.
У розпал громадянської війни вони проживали в нелегальних умовах: Аш‑Шараа пізніше розповів, що Латифа жила з ним у печерах, курниках і пересувних притулках, у яких вони переїжджали в середньому кожні три місяці, всього понад 49 разів за 14 років війни. Попри пропозиції переїхати в безпечніші регіони з дітьми, залишалася з чоловіком до кінця складного періоду.

## Перша леді Сирії
Уперше офіційно представлена громадськості 31 січня 2025 року під час зустрічі з делегацією сирійсько-американських жінок у Дамаску, де президент схарактеризував Латифу як «єдину дружину, яку він щиро любить», спростовуючи чутки про полігамію.
На початку лютого 2025 року супроводжувала чоловіка під час його перших міжнародних візитів до Саудівської Аравії й Туреччини. У Мецці вони разом виконали умру — мале паломництво — що стало рідкісним публічним проявом нової першої леді. В Анкарі зустрілася з першою леді Туреччини Еміне Ердоган, обговорювали гуманітарну допомогу, соціальну солідарність і підтримку жінок та дітей, постраждалих від війни.
Її поява поряд із президентом сприймається як символ нового іміджу сирійського керівництва: відмова від жорсткого джихадизму до прагматизму, пом'якшення риторики й спроба залучення міжнародної спільноти. Її присутність на дипломатичній арені сигналізує про бажання надати легітимності новому уряду Сирії через участь жінок у соціальному житті та гуманітарних ініціативах.
Хоча дані про її життя достатньо обмежені, роль Латифи аш‑Шараа все більше привертає увагу як символ жіночого стійкого внеску у поствоєнний процес у Сирії.
Попри обмежену присутність у ЗМІ, Латифу аш‑Шараа описують як культурну, спокійну й освічену жінку. Її зовнішній вигляд — хіджаб, але не нікаб — підкреслює традиційність та скромність у поєднанні з відкритістю.